# Atelopus elegans
Atelopus elegans é uma espécie de sapo da família Bufonidae. Ele é endêmico na Colômbia e Equador. Seu habitat natural são as florestas úmidas das terras baixas e de montanhas, em áreas tropicais e subtropicais, e rios. Está ameaçado pela perda do seu habitat.